# Jaime R. Echavarría
Jaime Rudesindo Echavarría Villegas (Medellín, 13 de noviembre de 1923 - Medellín, 29 de enero de 2010) más conocido como Jaime R. Echavarría fue un cantautor, ingeniero y político colombiano. Fue gobernador de Antioquia entre 1974-1975.

## Biografía
Jaime R. Echavarría era hijo de (José) Jaime Echavarría Echavarría, presidente de la empresa textilera Fabricato, y nieto de Rudesindo Echavarría Isaza. Estudió ingeniería química en la Universidad Pontificia Bolivariana, se graduó en 1945. Durante su vida se destacó como Gobernador de Antioquia, embajador de Colombia en Suiza y Etiopía, columnista de opinión del diario El Espectador, y director nacional de Comercio Exterior. Pero sería su música el motivo por el cual se llevaría los mejores reconocimientos en su vida, gracias a éxitos de amplia difusión como "Noches de Cartagena"", "Me estás haciendo falta", "Cuando voy por la calle" y "Yo nací para ti", entre otros. Su obra musical inspiró la telenovela colombiana "Me estás haciendo falta" (1987), escrita por Efraín Arce Aragón, dirigida por Jaime Santos y protagonizada por Álvaro Ruíz, María Eugenia Dávila y Mario Ruíz.
Sus obras han sido interpretadas por artistas de renombre: Helenita Vargas, Armando Manzanero y María Marta Serra Lima, entre muchos otros.
El maestro Jaime fue padre de cinco hijos con la distinguida dama Rosa Elena López, la fuente de inspiración de la mayoría de sus canciones, incluyendo su trabajo "Muchacha de mis Amores».
Jaime R Echavarría obtuvo muchos reconocimientos durante su vida artística; algunos de los honores que recibió fueron la Cruz de Boyacá en el año 2003, la Distinción al Mérito Artístico y el Escudo de Antioquia en la categoría oro. Sus últimos años de vida transcurrieron en el centro de atención especializada al adulto mayor El Ciruelo, ubicado en el sector de El Poblado de Medellín. en donde se dedicó tres años a tocar muchas melodías en su piano. lo cual alegraba la vida de sus más de treinta compañeros de hogar.
Falleció a los 86 años en Medellín el 29 de enero de 2010, a causa de insuficiencia renal.

## Éxitos
- Me estás haciendo falta
- Cuando voy por la calle
- Yo nací para ti
- Qué tienes tú
- Serenata de amor
- María Inés
- Entre estas cuatro paredes
- Llévame de la mano
- Adorada
- Sueño
- Noches de Cartagena